# Lipovice
Lipovice är en ort i Tjeckien.   Den ligger i regionen Södra Böhmen, i den sydvästra delen av landet, 110 km söder om huvudstaden Prag. Lipovice ligger 569 meter över havet och antalet invånare är 180.
Terrängen runt Lipovice är platt åt nordost, men åt sydväst är den kuperad. Runt Lipovice är det ganska glesbefolkat, med 42 invånare per kvadratkilometer. Närmaste större samhälle är Strakonice, 19,1 km norr om Lipovice. I omgivningarna runt Lipovice växer i huvudsak blandskog.